# Rjychtchiv
Rjychtchiv (en ukrainien : Ржищів) est une ville de l'oblast de Kiev, en Ukraine. Sa population s'élevait à 7 532 habitants en 2013.

## Géographie
Rjychtchiv se trouve sur la rive droite du Dniepr, à l'embouchure de la rivière Lehtchytch (en ukrainien : Легчич), à la hauteur du réservoir de Kaniv formé par le Dniepr en amont du barrage de Kaniv. Elle est située à 63 km au sud-est de Kiev.

## Histoire
L'origine de Rjychtchiv est inconnue et entourée de légendes. Selon L. Pokhylevytch, Rjychtchiv serait l'ancienne « Vjychtche », mentionnée dans des chroniques ruthènes du XIIIe siècle. La première mention historique de la ville se trouverait dans le Chronique d'Ipatiev (1151) et évoque une forteresse. En 1506, le roi Sigismond Ier accorda à Rjychtchiv des privilèges urbains (droit de Magdebourg). En décembre 1653, l'hetman Bohdan Khmelnytsky rencontra une ambassade de Moscou, dirigée par le comte Boutourlinym. Grâce à son quai sur le Dniepr, Rjychtchiv joua un rôle important dans le commerce le long du fleuve au milieu du XIXe siècle. Au XXe siècle, malgré l'ouverture d'écoles et d'un lycée, la population de la localité stagna. En 1962, Rjychtchiv reçut le statut de commune urbaine et le 6 juin 1995 celui de ville.

## Population
Recensements (*) ou estimations de la population :
| 1923* | 1926* | 1959* | 1970* | 1979* |
| ----- | ----- | ----- | ----- | ----- |
| 7 395 | 8 547 | 6 993 | 8 655 | 9 799 |

| 1989* | 2001* | 2011  | 2012  | 2013  |
| ----- | ----- | ----- | ----- | ----- |
| 9 835 | 8 447 | 7 564 | 7 529 | 7 532 |

## Personnalité
- Lina Kostenko (1930–), poétesse ukrainienne.